# Herniaria schlechteri
Herniaria schlechteri är en nejlikväxtart som beskrevs av F.Hermann. Herniaria schlechteri ingår i släktet knytlingar, och familjen nejlikväxter. Inga underarter finns listade i Catalogue of Life.